# Secrets : L'Écharde

L’Écharde est le deuxième récit de la série de bande dessinée Secrets, écrite par Frank Giroud et publiée par Dupuis dans la collection « Empreinte(s) ».
- Scénario : Frank Giroud
- Dessins : Marianne Duvivier
- Couleurs : Bertrand Denoulet

## Synopsis
Paris 1968 - Drancy 1942

Le père de deux jeunes sœurs (Annette et Hélène) se suicide. Annette se demande pourquoi et trouve dans le passé de sa famille un secret…

## Albums
- Tome 1 (2004,  (ISBN 2-8001-3603-0))
- Tome 2 (2006,  (ISBN 2-8001-3798-3))
- Coffret en 2 volumes (2006)

## Publication

### Éditeurs
- Dupuis (collection « Empreinte(s) ») : tomes 1 et 2 (première édition des tomes 1 et 2)